# El Ataque de los Caimanes
El Ataque de los Caimanes es el duodécimo tercero episodio de la primera temporada de los Thunderbirds, serie de televisión de Gerry Anderson para Supermarionation fue el 24.º episodio producido. El episodio salió al aire primero en ATV Midlands el 10 de marzo de 1966. Fue escrito por Alan Pattillo y dirigido por David Lane.

## Sinopsis
Después de verter accidentalmente una cantidad de droga para agrandar en un río del pantano, quedan atrapados cuatro hombres en su casa por los caimanes gigantes. Alan, Virgil y Gordon manejan capturar a las cuatro bestias en acción, pero como consecuencia un contenedor entero lleno del líquido para agrandar, cae en el río. Gordon nada para buscarlo, y finalmente recupera el contenedor misteriosamente intacto.

## Reparto

### Reparto de voz regular
- Jeff Tracy — Peter Dyneley
- Scott Tracy — Shane Rimmer
- Virgil Tracy — David Holliday
- Alan Tracy — Matt Zimmerman
- Gordon Tracy - David Graham
- John Tracy - Ray Barrett
- Tin-Tin Kyrano — Christine Finn
- Brains - David Graham
- Abuela Tracy - Christine Finn

### Reparto de voz invitado
- Dr. Orchard - Ray Barrett
- Culp - David Graham
- Blackmer - John Tate
- Hector McGill - Matt Zimmerman
- Sra. Files - Sylvia Anderson

## Equipo principal
Los vehículos y equipos vistos en el episodio son:
- Thunderbird 1
- Thunderbird 2 (llevando la Vaina 6)
- Thunderbird 4
- Thunderbird 5
- Hoverbikes

## Errores
- Puede verse una cámara cinematográfica y su operador reflejado en el vaso durante una escena donde Mrs Files se asoma a la ventana de la casa de Orchard en la sucesión de apertura.